# Mendota (Minnesota)
Mendota é uma cidade localizada no estado americano de Minnesota, no Condado de Dakota.

## Demografia
Segundo o censo americano de 2000, a sua população era de 197 habitantes.
Em 2006, foi estimada uma população de 194, um decréscimo de 3 (-1.5%).

## Geografia
De acordo com o United States Census Bureau tem uma área de
0,5 km², dos quais 0,5 km² cobertos por terra e 0,0 km² cobertos por água.

## Localidades na vizinhança
O diagrama seguinte representa as localidades num raio de 8 km ao redor de Mendota.